# غورد براون
غورد براون هو سياسي كندي، ولد في 31 أغسطس 1960 في تورونتو في كندا، وتوفي في 2 مايو 2018 في أوتاوا في كندا بسبب نوبة قلبية. نشط حزبياً في حزب المحافظين الكندي.

## مناصب
- في الانتخابات الاتحادية الكندية 2011 [الإنجليزية]‏، انتخب عضو مجلس العموم الكندي عن دائرة Leeds—Grenville—Thousand Islands and Rideau Lakes (federal electoral district) [الإنجليزية]‏ وقد انضم خلال فترته النيابية [الإنجليزية]‏ (2 مايو 2011 – 18 أكتوبر 2015) للكتلة البرلمانية حزب المحافظين الكندي.
- في الانتخابات الاتحادية الكندية 2008 [الإنجليزية]‏، انتخب عضو مجلس العموم الكندي عن دائرة Leeds—Grenville—Thousand Islands and Rideau Lakes (federal electoral district) [الإنجليزية]‏ وقد انضم خلال فترته النيابية [الإنجليزية]‏ (14 أكتوبر 2008 – 1 مايو 2011) للكتلة البرلمانية حزب المحافظين الكندي.
- انتخب عضو مجلس العموم الكندي عن دائرة Leeds—Grenville—Thousand Islands and Rideau Lakes (federal electoral district) [الإنجليزية]‏ وقد انضم خلال فترته النيابية [الإنجليزية]‏ للكتلة البرلمانية حزب المحافظين الكندي.
- انتخب عضو مجلس العموم الكندي عن دائرة Leeds—Grenville—Thousand Islands and Rideau Lakes (federal electoral district) [الإنجليزية]‏ وقد انضم خلال فترته النيابية [الإنجليزية]‏ للكتلة البرلمانية حزب المحافظين الكندي.
- انتخب عضو مجلس العموم الكندي عن دائرة Leeds—Grenville—Thousand Islands and Rideau Lakes (federal electoral district) [الإنجليزية]‏ وقد انضم خلال فترته النيابية (28 يونيو 2004 – 2 مايو 2018) للكتلة البرلمانية حزب المحافظين الكندي.